# HTML prvek

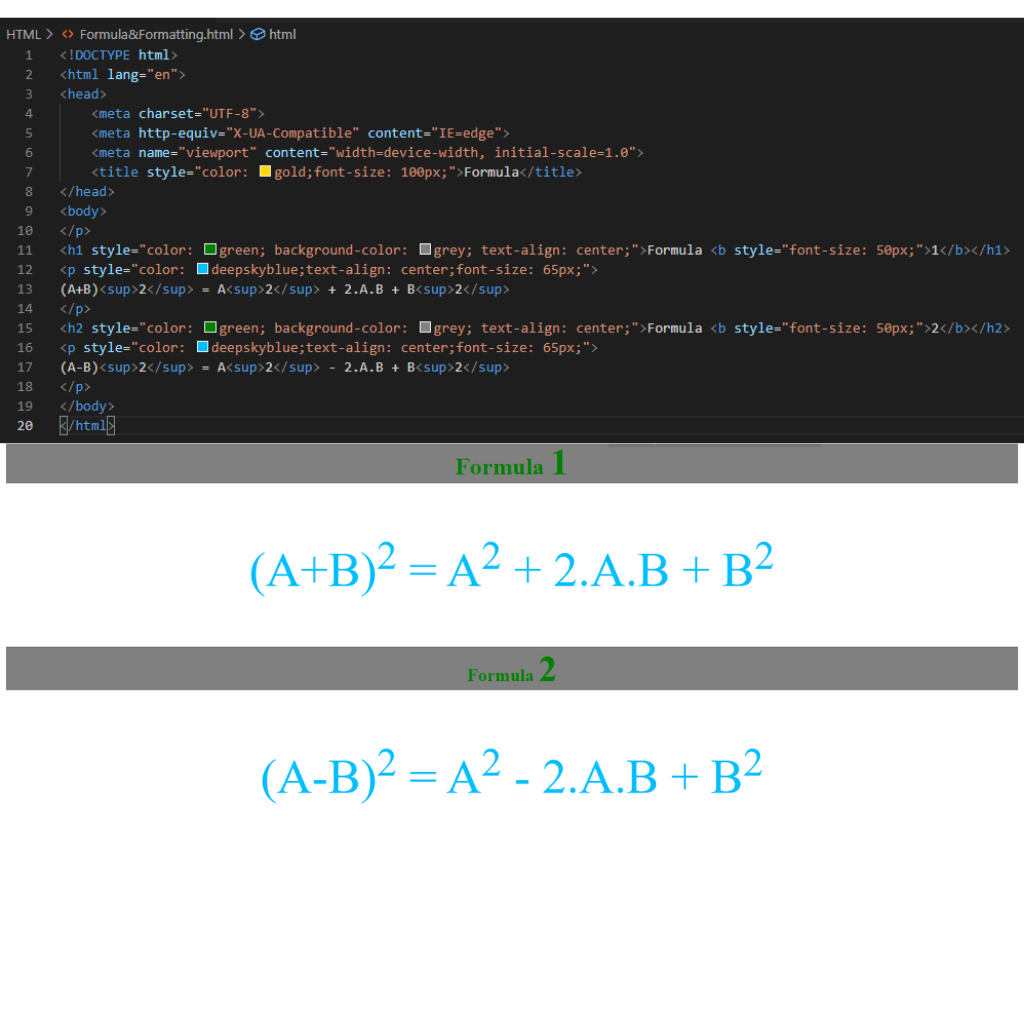
Prvek kódu HTML s výstupem.

HTML prvek (též HTML element) je základní jednotka značkovacího jazyka HTML (HyperText Markup Language). Skládá se z počáteční a koncové značky, mezi nimiž je umístěn text. Počáteční značka (tag) může obsahovat atributy s hodnotami. Existují i tzv. uzavřené elementy, které neobsahují text a uvádějí se za napsaný text nebo udávají vlastnosti formou atributů a hodnot.

## Strukturovaný dokument
Dokument v jazyce HTML se skládá ze značek. Každá značka reprezentuje jeden prvek značkovacího jazyka, čímž vzniká struktura textu. Prvek je pojmenován anglicky po funkci, kterou má; bývá použita zkratka. Vše je obklopeno ostrými závorkami <název>. Koncový tag je uzavřen lomítkem ve formátu </název>. Uzavřený tag je naopak nepárový a může se sám uzavírat ve tvaru <název />, ale také může mít tvar <název>. 
```
<
název
>prostý text</
název
>
```

Některé značky jsou vždy párové, jiné ryze nepárové, jednoduché, pro jiné existuje párové i nepárové použití: <A name="kapitola" /> i <A href="URL">odkaz</A>

## Atributy
Strukturovaný dokument nese data především jako text, který je po částech vymezen obklopením značkami, data však mohou být součástí samotných značek:
```
<
název
 
atribut
="
hodnota
"/>
<
název
 
atribut
="
hodnota
">obsah značky</
název
>
```

Značka v sobě nemůže nést rovnou prostý text, naopak textový obsah ve značce vždy musí být součástí hodnoty konkrétního atributu a vymezen uvozovkami. Atributy mohou být obecně součástí značky bez ohledu na to, zda je značka párová, nebo jednoznačková, ovšem v konkrétních případech pak může být daný atribut definován jen pro jednoduchou verzi značky, nikoli už pro párovou, například name pro kotvu.

## Definice dokumentu
Vlastní identifikaci názvem tedy mají nejen značky, ale i jejich atributy. Seznam značek v jazyce je dán typicky DTD předpisem nebo pomocí XSD schématu, které mj. popisují i možné vazby v dokumentu:
- jak mohou být značky do sebe vnořeny;
- které atributy jsou platné pro danou značku.

Obecně lze ve značkovacích jazycích definovat vlastní značky a jejich obsah, atributy a vazby, ovšem pro HTML již existují konkrétní předpisy, se kterými pak již také počítají webové prohlížeče: aktuálně ve verzi 5. Tyto verze navíc implementují konkrétní variantu:
- Strict
- Transitional
- Frame

Varianty dále omezují či rozšiřují vlastnosti jazyka či zavádějí další značky.

## Rozdělení prvků
Prvky se dělí na nahrazované, nenahrazované, blokové či inline.